# 埃爾佩德雷戈索 (佩塞區)
埃爾佩德雷戈索（西班牙語：El Pedregoso），是巴拿馬的城鎮，位於該國中南部，由埃雷拉省的佩塞區負責管轄，面積31.3平方公里，海拔高度75米，2010年人口1,386，人口密度每平方公里44.3人。